# Arum cylindraceum
Arum alpinum là một loài thực vật có hoa trong họ Ráy (Araceae). Loài này được Gasp. mô tả khoa học đầu tiên năm 1844.

## Hình ảnh

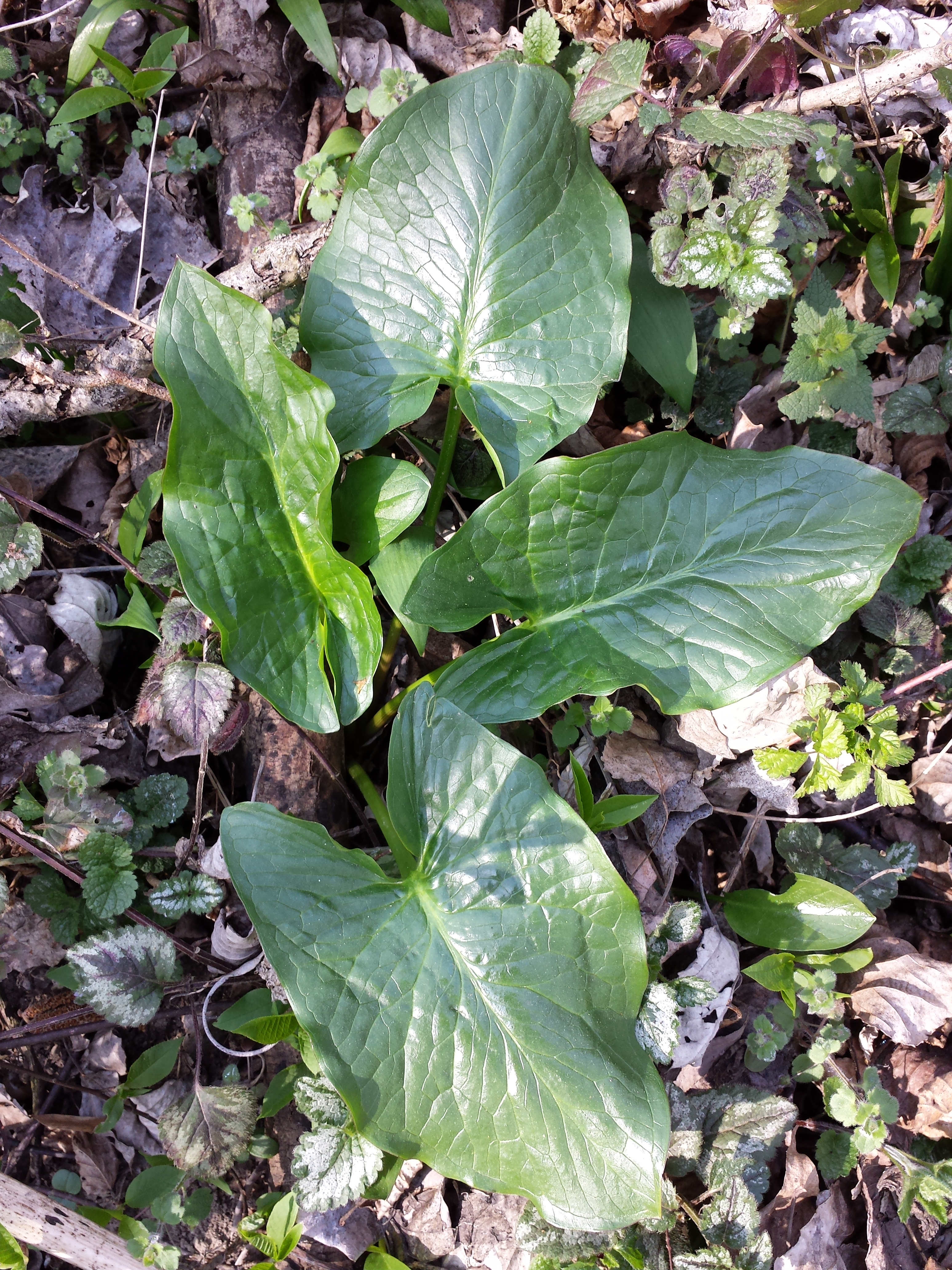
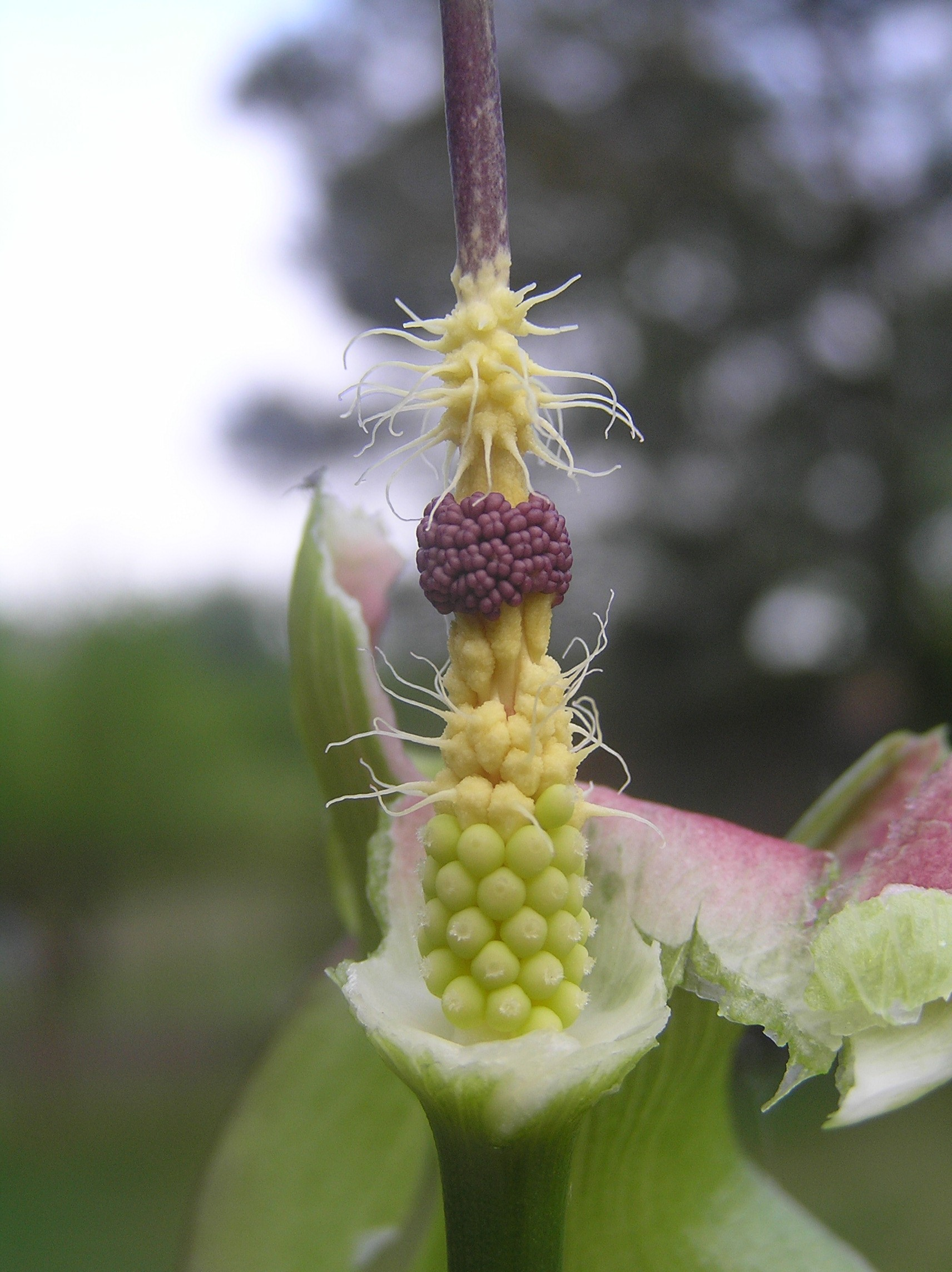
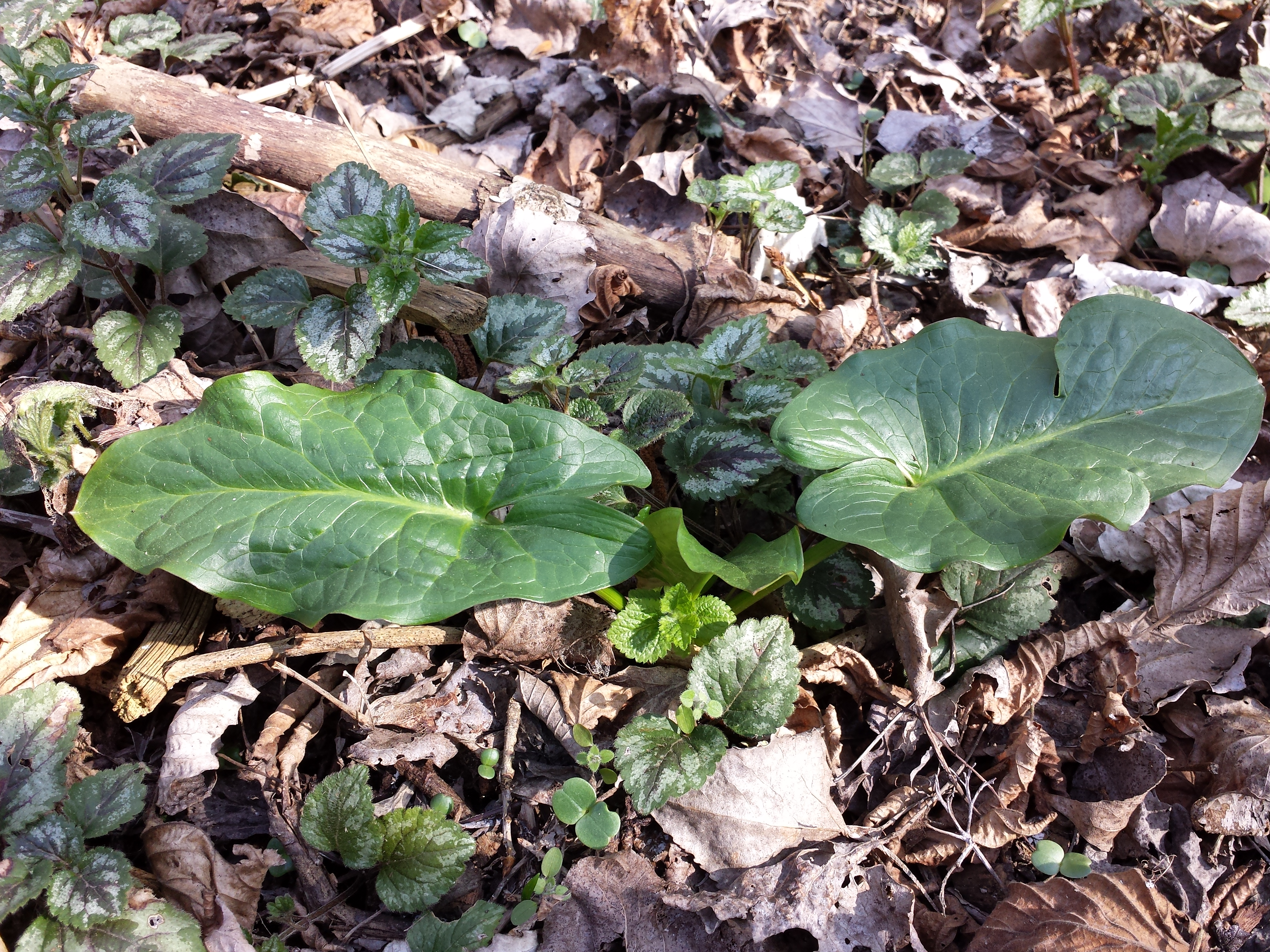